# Lamentación sobre Cristo muerto (Giotto)
Lamentación sobre Cristo muerto es una escena obra del pintor italiano Giotto. Está realizado al fresco, y fue pintado entre 1305 y 1306 (otras fuentes dan las fechas de 1303 y 1305), situada prácticamente en el centro de la pared izquierda de la Capilla de los Scrovegni de Padua. 
La fuente literaria de la escena representada en este cuadro es el Evangelio según san Juan, 19, 38-42:

Después de esto, José de Arimatea, que era discípulo de Jesús, aunque en secreto por miedo a los judíos, pidió a Pilato autorización para retirar el cuerpo de Jesús. Pilato se lo concedió. Fueron, pues, y retiraron su cuerpo. Fue también Nicodemo - aquel que anteriormente había ido a verle de noche - con una mezcla de mirra y áloe de unas cien libras. Tomaron el cuerpo de Jesús y lo envolvieron en vendas con los aromas, conforme a la costumbre judía de sepultar. En el lugar donde había sido crucificado había un huerto, y en el huerto un sepulcro nuevo, en el que nadie todavía había sido depositado. Allí, pues, porque era el día de la Preparación de los judíos y el sepulcro estaba cerca, pusieron a Jesús.

En este cuadro se ve a Jesucristo, descendido de la cruz, rodeado por las mujeres y los apóstoles. Están juntos los rostros de Cristo muerto y de su madre María, quebrada por el dolor, que mira intensamente el cadáver de su hijo.

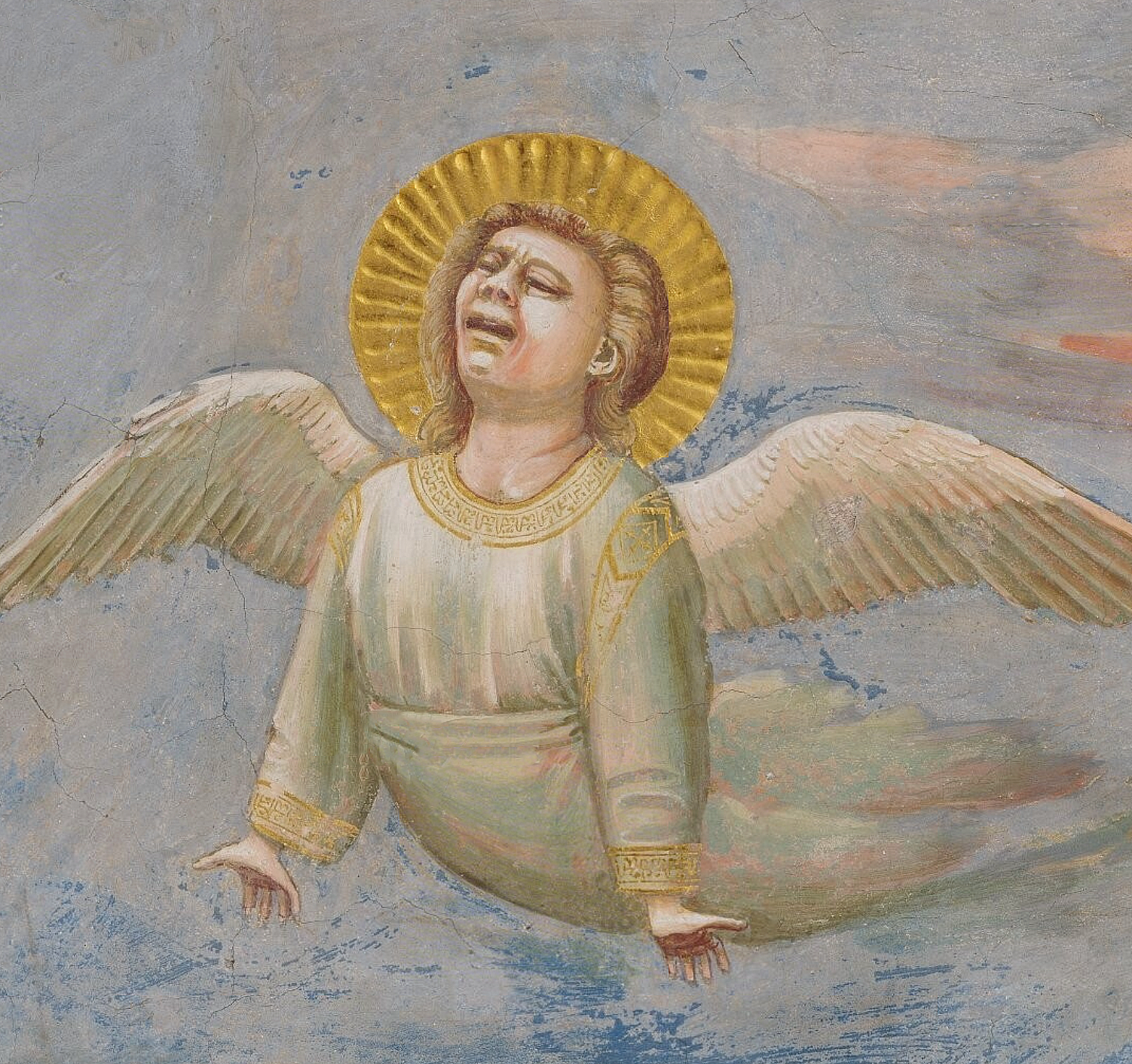
Uno de los ángeles del cielo, en gesto de desesperación.

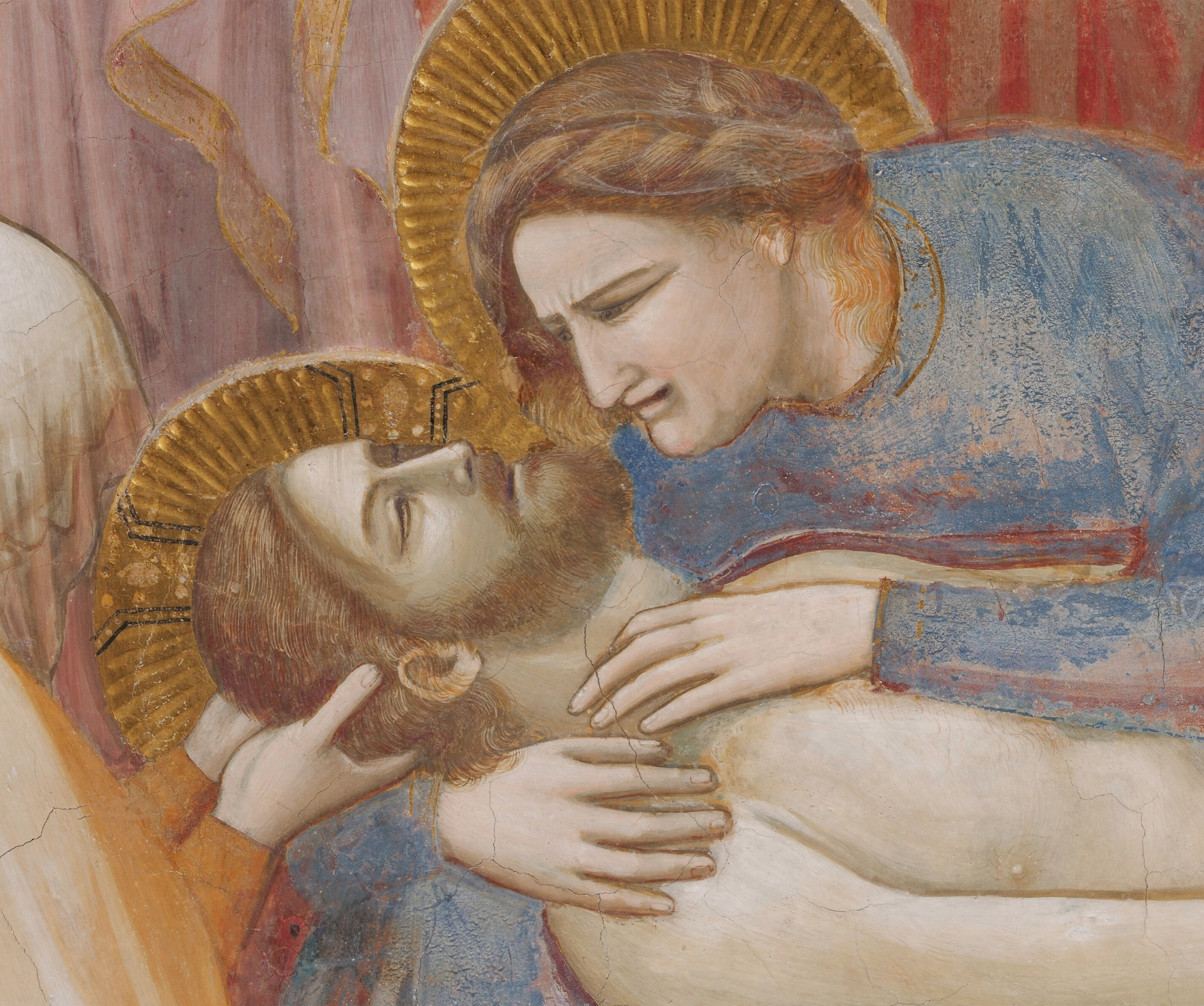
Detalle de la Virgen lamentando la muerte

Las demás figuras expresan su dolor, cada una a su manera: unas se muestran dobladas sobre sí mismas del dolor, otras hacen gestos. Así, san Juan aparece con los brazos abiertos, mientras que María Magdalena, sentada en el suelo, coge con afecto los pies del muerto. Incluso los diez ángeles que aparecen en el cielo, en escorzo, se unen a estas diversas manifestaciones de la desesperación: lloran, se mesan los cabellos o se cubren el rostro.
Sin duda alguna, este Llanto sobre Cristo muerto es uno de los recuadros más expresivos y más intensos por su dramatismo de todo el ciclo de frescos. A las figuras entristecidas las rodea un paisaje árido, con una montaña rocosa que forma una diagonal hasta un árbol seco en lo alto, que subraya la desolación por la muerte de Cristo.
Como señala M. Olivar, “Esta Lamentación resume, elocuentemente, las posibilidades de madura expresión, dentro de una unidad rigurosa de concepto, del estilo del genial maestro”.